# Гринфилд (город, Миннесота)
Гринфилд (англ. Greenfield) — город в округе Хеннепин, штат Миннесота, США. На площади 55,6 км² (52,9 км² — суша, 2,7 км² — вода), согласно переписи 2000 года, проживают 2544 человека. Плотность населения составляет 48,1 чел./км². 
- Телефонный код города — 763
- Почтовый индекс — 55357, 55373
- FIPS-код города — 27-25622[1]
- GNIS-идентификатор — 1669530[2]